# Mohamed Helal
Mohamed Helal (12 tháng 3 năm 1996) là một cầu thủ bóng đá người Ai Cập hiện tại thi đấu cho Wadi Degla ở vị trí tiền vệ.

## Sự nghiệp câu lạc bộ
Helal có màn ra mắt chuyên nghiệp ngày 3 tháng 12 năm 2014 trước SV Zulte Waregem trong thất bại 2-1 trên sân khách ở Cúp bóng đá Bỉ. Anh thi đấu hết trận.